# 신민주주의
신민주주의(영어: New Democracy, 新民主主義)는 새로운 민주주의를 뜻하며, 프랑스 혁명 이후에 있었던 자유민주주의, 간접 민주제와는 다른 방식의 민주주의를 뜻할 때 주로 쓰는 정치 용어이다.
전 세계에 '신민주주의'란 용어는 널리 사용되며, 각 나라에 따라 그 의미는 조금씩 다르다.

## 종류
- 신민주주의 (한국): 독립운동가이자 사상가였던 안재홍이 주장한 민주주의 이념. 안재홍의 신민주주의는 현재의 자유민주주의와는 상당히 다른 맥락이 많은데, 기존의 군주제의 관습과 부합하는 서구식 민주주의와 차별화된 민주주의를 강조하기 위해 주요 산업지, 토지의 국유화를 주장했고, 상류층 위주의 민주주의가 아닌 노동 계층의 민주주의를 주장했다. 이러한 신민주주의는 대한민국 임시정부 헌법의 근간이 되기도 하였으며, 그 내용은 삼균주의와 유사하다.[1]
- 신민주주의 (마오쩌둥 사상): 마오쩌둥이 마오쩌둥 사상 이념에서 주장한 민주주의 쟁취에 대한 혁명 이론. 사회주의 이행기의 전 단계에 포함되는 민주주의 혁명은 기존의 자유민주주의 혁명과 달리 프롤레타리아 계층이 일으켜야 하고, 그 혁명 후의 체제는 자유민주주의가 아닌 사회주의와 비슷한 민주주의 체제가 되어도 사회주의 이행기에 상관이 없다는 내용을 다룬 민주주의 전술 이론이다. 따라서, 신민주주의는 신해혁명 이후에 있었던 중국에 널리 알려진 민주주의인 삼민주의를 구민주주의라고 구별하며, 차별화된 민주주의를 주장한다.
- 신민주주의 (서양): 19세기 후반부터 등장한 용어이며, 기존 자유민주주의와 다른 평등주의적 민주주의를 뜻하는 용어로 널리 인식된다. 21세기 이후부터는 진보적 민주주의로 불린다.[2]